# Elke Mackenzie
Elke Mackenzie (11 de septiembre de 1911-18 de enero de 1990) fue una exploradora polar y una botánica británica especializada en el campo de la liquenología. Mackenzie comenzó su educación en la Academia de Edimburgo y luego se dedicó a la botánica en la Universidad de Edimburgo, donde se licenció en Ciencias en 1933. Los aspectos más destacados de su carrera incluyen una misión secreta de la Segunda Guerra Mundial, la Operación Tabarin, en la Antártida, donde identificó y documentó muchas especies de líquenes, varias de ellas previamente desconocidas para la ciencia.
Las actividades académicas de Mackenzie la llevaron a ocupar puestos en el Museo Británico, la Universidad Nacional de Tucumán, el Museo Nacional de Canadá y el Herbario Farlow de Botánica Criptogámica de la Universidad de Harvard. En particular, en 1971, Mackenzie hizo su transición, cambió su nombre por el de Elke Mackenzie y, como resultado, tuvo que enfrentarse a serios prejuicios institucionales. A pesar de haberse enfrentado a la adversidad, su legado se conserva bajo nombres de dos géneros y numerosas especies nombradas en su honor. Las contribuciones de Mackenzie a la exploración polar le valieron las medallas polares británica y estadounidense.

## Biografía
Mackenzie nació en Clapham, Londres, el 11 de septiembre de 1911. Su nombre dado al nacer fue Ivan Mackenzie Lamb. La familia de Mackenzie se mudó a Escocia cuando ella era una niña y se matriculó en la Academia de Edimburgo. Después de graduarse en 1929, fue a la Universidad de Edimburgo. Se licenció con Honores en Botánica en 1933. Recibió una beca del Servicio Alemán de Intercambio Académico y continuó realizando investigaciones en botánica en la Universidad de Múnich y la Universidad de Wurzburgo.

## Carrera

### Museo Británico y exploración antártica
Mackenzie fue nombrado asistente de conservación en el Museo Británico (Historia Natural) en 1935, bajo la tutela de la liquenóloga Annie Lorrain Smith, quien se había jubilado recientemente. Mackenzie se interesó especialmente en la flora de líquenes de la Antártida, ya que era bastante desconocida en comparación con otras especies, y comenzó a estudiar las primeras colecciones antárticas británicas, francesas y belgas en Turquía y París. Obtuvo su Doctorado en Ciencias en la Universidad de Edimburgo en 1942, con una tesis titulada "Una monografía del género de líquenes Placopsis ".

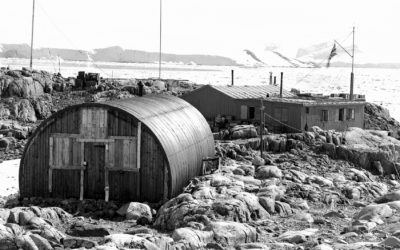
Operación Tabarín. Base A, Puerto Lockroy; fotografiado por Mackenzie en 1945

Mackenzie es famosa por su participación en la Operación Tabarin, una misión secreta instigada por Winston Churchill durante la Segunda Guerra Mundial. En apariencia, se trataba de una expedición antártica organizada para demostrar la soberanía británica en la Península Antártica. Mackenzie se unió a la tripulación en 1943 en la Base A en Port Lockroy, y se le asignaron las tareas oficiales de recolección botánica y geológica. En la isla, Mackenzie participó en varias expediciones breves de transporte, donde dos trineos Nansen, cada uno cargado con unos 315 kg de alimentos y equipo científico, eran arrastrados a mano. En 1945, se introdujeron veinticinco perros esquimales de Labrador, Canadá, para reforzar las operaciones de trineos. Estos perros de trineo facilitaron viajes exploratorios y de reconocimiento más extensos. Mackenzie formó parte del equipo de trineo que navegó por el Canal Príncipe Gustav a lo largo de la costa oriental de la península de Graham Land. Posteriormente, giraron hacia el este a lo largo del borde sur de la isla James Ross, rodeando su punto más oriental antes de emprender el camino hacia el noroeste de regreso a Hope Bay. Recogió muestras de líquenes y realizó experimentos sobre la acumulación de nieve y su posterior deshielo. Mackenzie descubrió varias especies de líquenes, incluida Verrucaria serpuloides, un liquen marino que permanece permanentemente sumergido. Durante su estancia de febrero de 1944 a enero de 1946 en la Antártida, Mackenzie recolectó un total de 1.030 especímenes botánicos. Esta colección incluía diversas categorías como líquenes, briofitas, distintos tipos de algas, fanerógamas, hongos y diatomeas. La mayoría de estas recolecciones se realizaron alrededor de las bases de Port Lockroy y Hope Bay. Además, se obtuvieron especímenes de excursiones locales y durante tres viajes en trineo que abarcaron aproximadamente 1290 km. Mackenzie logró determinar el género de todos los ejemplares de líquenes, descubriendo algunos que nunca habían sido registrados en la Antártida o eran nuevos en la región de la Tierra de Graham.

### Academia e investigación de posguerra
Después de la guerra, Mackenzie se convirtió en profesora de botánica criptogámica en la Universidad Nacional de Tucumán y viajó mucho por Argentina y Brasil para recolectar muestras de estereocaulón y algas marinas. En 1950, Mackenzie se puso en contacto con Erling Porsild, quien la contrató como botánica criptogámica en el Museo Nacional de Canadá en Ottawa. Después de mudarse a Canadá, Mackenzie vendió su herbario privado de 3.200 especímenes al Museo Canadiense de la Naturaleza. Continuó recolectando especímenes de varios lugares de Canadá, incluidas las Montañas Rocosas, Cypress Hills (Saskatchewan), Terranova, la isla del Cabo Bretón (Nueva Escocia) y el área de Ottawa.
En 1953, la Universidad de Harvard le ofreció a Mackenzie la dirección del Herbario Farlow de Botánica Criptogámica y ella abandonó Canadá.  Mackenzie conoció a Vernon Ahmadjian en 1955 cuando ambos hacían un curso de botánica marina en el Laboratorio de Biología Marina en Woods Hole, Massachusetts. Unidos por su interés común en los líquenes, Ahmadjian se convirtió posteriormente en el primer estudiante de posgrado de Mackenzie el año siguiente en Harvard.

### Retorno a la Antártida y otras investigaciones
En 1960, Mackenzie se convirtió en ciudadana estadounidense. Un año después, viajó al estrecho McMurdo en la Antártida para la Fundación Nacional de Ciencias con el fin de observar las instalaciones y estudios biológicos presentes. Mackenzie regresó a la Antártida en octubre de 1964, donde inició investigaciones de buceo con sus colegas de Francia y Argentina, gracias a una beca de la Fundación Nacional de Ciencias y con el apoyo logístico de la Armada Argentina. Este estudio, al que Mackenzie denominó "Operación Carne de Ganso", tuvo lugar en las islas Shetland del Sur y Melchior. Durante su estancia, Mackenzie recogió Verrucaria serpuloides, que había descubierto en 1944. Durante los tres años siguientes continuó recolectando a través de Europa y México. De 1932 a 1960, Mackenzie compiló el Index Nominum Lichenum (publicado en 1963), un catálogo de todos los nombres de taxones de líquenes publicados durante ese período.

### Relaciones profesionales
Mackenzie tenía rivalidad con Carroll William Dodge, citando la "taxonomía imprudente" de este último.  Como crítica de libros, rechazó el trabajo de Dodge de 1973 Liquen Flora del continente antártico y las islas adyacentes por su dudosa erudición. Su crítica fue posteriormente confirmada, ya que después otros han opinado de manera similar sobre la falta de mérito en el trabajo de Dodge.

## Vida personal
Mackenzie se casó con Maila Elvira Laabefo de Finlandia en 1936; tuvieron dos hijos y una hija. La década de 1960 fue una década de gran agitación personal para Mackenzie, a medida que las crisis personales y familiares se acumulaban a suscrecientes obligaciones profesionales. Al parecer, la señora Lamb contrajo grandes deudas personales en nombre de Mackenzie. Éste y otros problemas de su vida le provocaron períodos de depresión, e incluso pensamientos suicidas. Finalmente, obtuvo la separación legal de su esposa.
Tras la separación, Mackenzie visitó a un especialista en la ciudad de Nueva York, quien le diagnosticó "síndrome de disfonía", un trastorno que afecta a la laringe. En 1971, Mackenzie hizo la transición, se sometió a una cirugía de reasignación de sexo y se cambió el nombre a Elke Mackenzie. Tras la transición se vio obligada a jubilarse anticipadamente, ya que muchas instituciones desaprobaban su elección, como afirma su amigo Laurence Senelick. Mackenzie se retiró del Herbarium Farlow en 1972 a la edad de 60 años. El último espécimen que registró, fechado en 1973, fue Pylaiella littoralis, un alga recolectada en las marismas de Maine.
Durante los siguientes seis años, Mackenzie perdió interés en su trabajo con criptógamas y se dedicó a traducir libros de texto de botánica alemanes al inglés. Construyó un búngalo con forma de A en Costa Rica y se mudó allí en 1976. Después de la transición, Mackenzie hizo un anuncio discreto en la edición de octubre de 1976 de la International Lichenological Newsletter, afirmando simplemente que "ahora deberían dirigirse a ella como Dra. Elke Mackenzie". En 1980, Mackenzie regresó a Cambridge para vivir con su hija, alegando disturbios políticos. Se dedicó a trabajar la madera, pero en 1983 le diagnosticaron la enfermedad de Lou Gehrig. Murió en 1990, en Braintree, Massachusetts. El trabajo de toda su vida en una monografía completa de Stereocaulon nunca se completó.  Aunque sus dibujos originales y material exsiccata de este género se perdieron debido al fuego y al moho, publicó algunos resultados de forma abreviada, así como una clave de identificación de las especies de Stereocaulon. El diario y los documentos de Mackenzie se encuentran en los archivos del British Antártida Survey. Dentro de esta colección hay notas completas e inéditas en las que revisó meticulosamente las descripciones de más de 170 especímenes tipo recolectados en expediciones antárticas.
En algunas de sus últimas publicaciones, Mackenzie citó la ayuda de "Miss Elke Mackenzie". En el obituario escrito por el topógrafo Andrew Taylor, un colega en la Operación Tabarin, escribió que Mackenzie era "muy admirado por todos por su gentil amabilidad y generosidad".  El ex estudiante de posgrado Vernon Ahmadjian llamó a Mackenzie "el asesor más considerado, paciente, servicial y desinteresado que un estudiante de posgrado podría haber deseado".

## Reconocimiento
Mackenzie recibió medallas polares británicas y estadounidenses por su participación en la Operación Tabarin. En 1974, fue elegida miembro honorario de la Sociedad Británica de Liquen.

### Epónimos

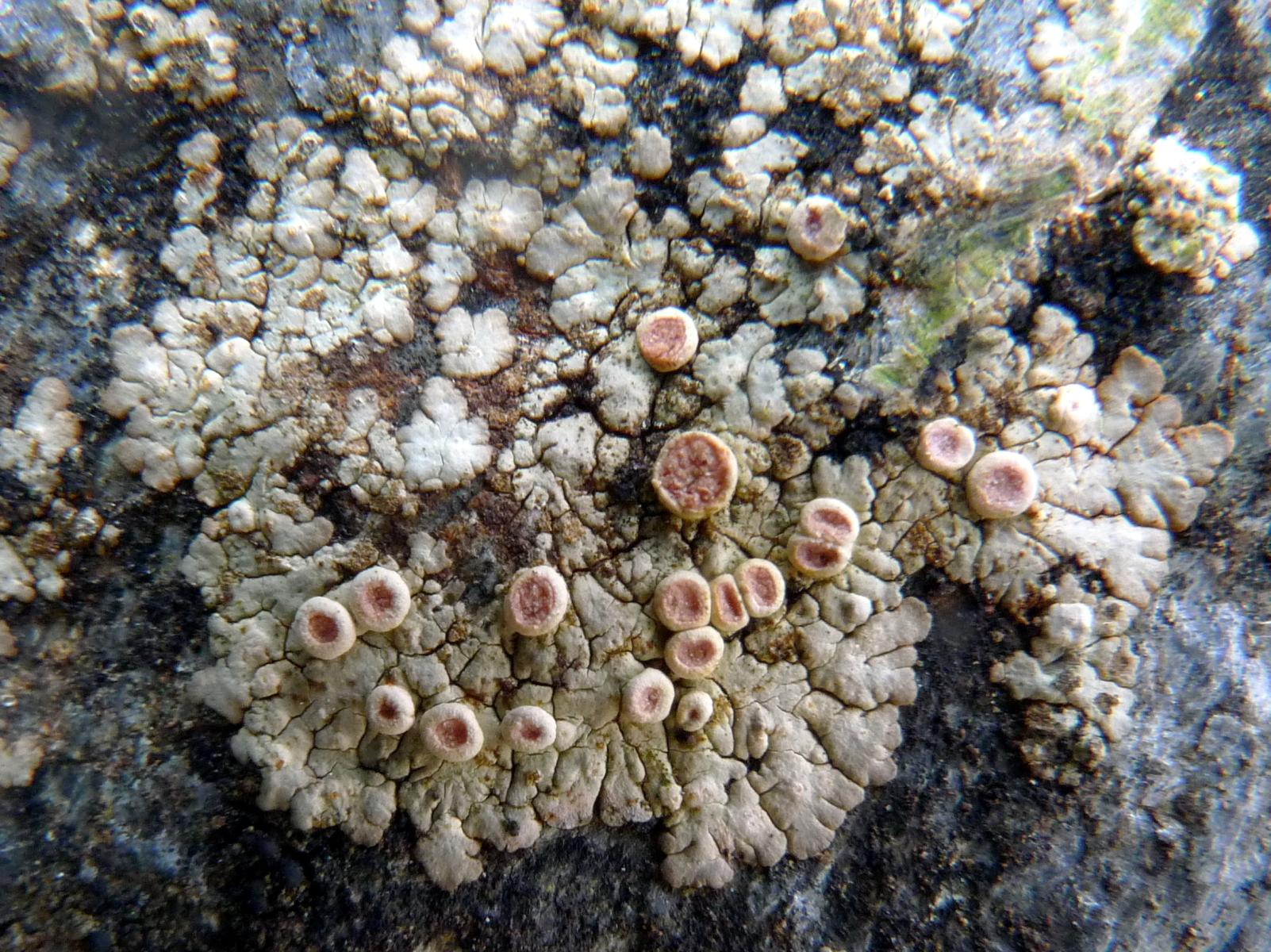
Placopsis lambii es una de varias especies nombradas en honor a Mackenzie.

Mackenzie es el homónimo de dos géneros, Lambia  (género de algas verdes de la familia Bryopsidaceae) y Lambiella  (género de hongos formadores de líquenes de la familia Xylographaceae), y varias especies. La lista de especies incluye:
- Antarctocolax lambii Skottsberg (1953)[14]
- Buellia lambii C.W.Dodge (1973)[15]
- Candelariella lambii Hakulinen (1954)[16]
- Neuropogon lambió Imshaug (1954)[17]
- Parmelia lambii Øvstedal (2009)[18]
- Placopsis lambii Hertel & V.Wirth (1987)[19]
- Trebouxia lambii Ahmadjian (1959)[20]
- Umbilicaria lambii Imshaug (1957)[21]
- Verrucaria mackenzie-lambii Erichsen (1940)[22]

Cape Lamb en isla Vega lleva el nombre de Mackenzie, ya que estudió los líquenes de la isla durante su carrera.

## Publicaciones seleccionadas
Mackenzie publicó 43 artículos durante un período de 43 años; En el obituario escrito por George Llano se ofrece una lista completa de su trabajo científico.